# 4349 Tibúrcio
Tibúrcio (asteroide 4349) é um asteroide da cintura principal, em homenagem a Julio Cesar dos Santos Tibúrcio, com um diâmetro de 26,14 quilómetros, a 1,9839187 UA. Possui uma excentricidade de 0,2423725 e um período orbital de 1 547,71 dias (4,24 anos).
Tibúrcio tem uma velocidade orbital média de 18,40596764 km/s e uma inclinação de 10,73949º.
Este asteroide mantem o recorde de ser descoberto no ângulo mais perto do sol (53,5 grau elongaçao). Foi descoberto em 5 de Junho de 1989 por Werner Landgraf.